# Buky v Kopanině
Buky v Kopanině je dvojice památných stromů buků lesních (Fagus sylvatica), která roste na severním okraji Kopaniny v okrese Cheb v Karlovarském kraji, nad úvozovou cestou nad posledním stavením. Stromy rostou těsně vedle sebe a tvoří společnou korunu. Mezi nimi se nachází křížek na kamenném podstavci. Mohutné koruny stromů sahají do výšky 24 m a 23 m, obvody kmenů měří 381 cm a 364 cm (měření 2003). Buky jsou chráněny od roku 1986 jako krajinná dominanta, součást kulturní památky a stromy s významným vzrůstem.

## Stromy v okolí
- Valdovské duby